# مسجد حاج رجبعلی
مسجد حاج رجبعلی مربوط به سدهٔ ۱۳ ه‍.ق است و در تهران، منطقه سنگلج، محله گلوبندک واقع شده و این اثر سال ۱۲۱۵ توسط استاد رستم معمار ساخته شده و در تاریخ ۱۱ بهمن ۱۳۳۴ با شمارهٔ ثبت ۴۱۴ به‌عنوان یکی از آثار ملی ایران به ثبت رسیده است و تا کنون سه مرتبه مرمت شده است.